# Войцех Жердинський
Войцех Жердинський (Жердзіньскі; пол. Wojciech Żerdziński; 1780 — 1855) — польський лікар, керівник кафедри загальної патології і судової медицини (1808—1847) і ректор Львівського університету (1831—1832).

## Життєпис
Закінчив медичний факультет Ягеллонського університету (1807).
У 1807—1808 роках працював асистентом кафедри загальної патології Ягеллонського університету. Упродовж 1808—1847 років — керівник кафедри загальної патології і судової медицини Львівського університету, а в 1831—1832 академічному році — його ректор.
Окрім викладання основної спеціальності — загальної патології, у різний час читав у Львівському університеті також основи фізіології, терапії, рецептури, дієтетики та невідкладної допомоги.